# Sinamiidae
De Sinamiidae zijn een familie van uitgestorven straalvinnige beenvissen uit de orde Amiiformes. Ze leefden in Oost-Aziatische zoetwatergebieden in het Vroeg-Krijt. Fossielen zijn gevonden in China, Japan, Thailand en in Zuid-Siberië, de Russische oblast Kemerovo. Samen met Amiidae is het een van de twee families die deel uitmaken van de superfamilie Amioidea. De twee onderscheiden zich van elkaar door de vorm van hun schubben.

## Kenmerken
Zeer vergelijkbaar met de Europese en Noord-Amerikaanse Amiidae, waren de Sinamiidae middelgrote, langwerpige, slanke roofvissen. Het lichaam was bedekt met krachtige ganoïde schubben. De ogen waren groot, de gaten in de mond diep. Beide kaken waren getand.
Het pariëtale bot was enkelvoudig. De extrascapularia (botten aan de achterzijde van de schedel) waren gepaard met een extra middelste bot. De wervelcentra zijn volledig verbeend. Diplospondyle wervels, dat wil zeggen wervels met twee wervelcentra, ontbraken. Wervellichamen hadden een variabel aantal (meestal twee) laterale uitsteeksels. De parapophysen, uitsteeksels aan de onderkant van de wervels, waren niet samengegroeid met de wervelcentra. Het aantal supraneuralia (doornuitsteeksels) was klein (vijf tot veertien).
De anaalvin had ongeveer tien vinsteunen (radialia) en acht tot elf vinstralen. De staartvin was afgerond. In het skelet van de staartvin bevinden zich één tot drie uroneuralia, die voortkwamen uit doorgesneden wervelbogen van de wervellichamen en slechts enkele epuralia (langwerpige, vrijstaande botten). Het aantal urodermalia was twee of minder. De verhouding tussen radialia en hypouralia was ongeveer 1:1.